# مزرعة محمد قبادي (رستاق)
مزرعة محمد قبادي (بالإنجليزية: Mazraeh-ye Mohammad Qobadi)‏ هي منطقة سكنية تقع في إيران في فارس. يقدر عدد سكانها بـ 22 نسمة .